# ルイスの理論
ルイスの理論は、ギルバート・ルイスが提唱した一連の理論のことである。これは、次の二つに分けられる。
1. ルイスの原子結合の理論
2. ルイスの酸塩基の定義

## ルイスの原子結合の理論
ルイスは、1916年に原子の周りを点で、その原子の構造を明確にすることを考案した。これを、ルイス構造式または電子式という。また、結合によって、構造式の書き方が違うことも考案した。

## ルイスの酸塩基の定義
この定義は1923年に考案され、大学化学では、アレーニウスの定義、ブレンステッド・ローリーの定義とともに、重要な定義の一つとされている。